# كريستينا غو
كريستينا غو (بالفرنسية: Christina Goh)‏ هي كاتِبة ومغنية وشاعرة فرنسية، ولدت في 14 يوليو 1977 في باريس في فرنسا.

## وصلات خارجية
- الموقع الرسمي
- كريستينا غو على موقع ميوزك برينز (الإنجليزية)